# Ludwig Mond
Ludwig Mond (7 mars 1839 - 11 décembre 1909) est un chimiste et un industriel d'origine allemande qui prend la nationalité britannique. C'est l'un des fondateurs et propriétaires de Brunner Mond, société pour laquelle il met au point différents procédés industriels, dont celui de la production de soude.

## Biographie
Ludwig Mond est né dans une famille juive à Cassel, électorat de Hesse. Ses parents sont Meyer Bär (Moritz) Mond et Henrietta Levinsohn. Après avoir suivi des cours aux écoles de sa ville, il étudie la chimie à l'Université de Marburg sous la supervision de Hermann Kolbe ainsi qu'à l'Université de Heidelberg sous la supervision de Robert Bunsen, mais n'a jamais reçu de diplôme. Ensuite, il travaille dans différentes usines en Allemagne et aux Pays-Bas avant de s'établir en Angleterre où il travaille pour le compte de la John Hutchinson (en) & Co à Widnes en 1862. 

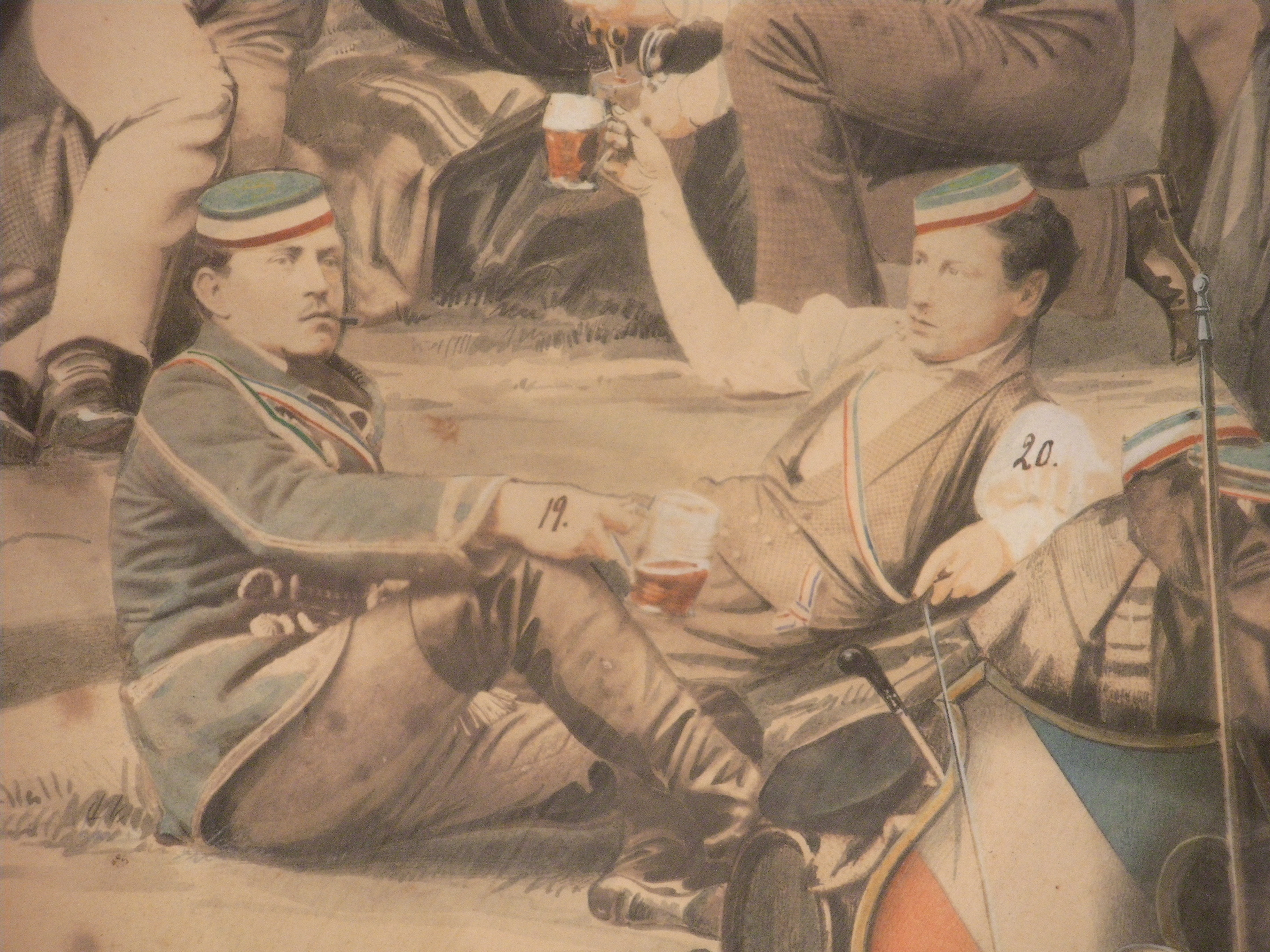
Ludwig Mond à la droite alors qu'il est membre du Corps Rhenania Heidelberg. Photo prise vers 1856.

En october 1866, il épouse sa cousine Frida Löwenthal (1847-1923) dans sa ville natale de Cologne. Ils auront deux enfants sur le sol britannique : Robert et Alfred.
Il travaille également à Utrecht pour le compte de la P. Smits & de Wolf de 1864 à 1867, puis retourne à Widnes. Il développe en collaboration avec John Hutchinson un procédé pour récupérer le soufre des rejets du procédé Leblanc, utilisé pour la fabrication de la soude
En 1872, Mond rencontre l'industriel belge Ernest Solvay qui mettait au point un procédé chimique plus efficace pour la fabrication de la soude, le procédé Solvay. L'année d'après, il forme un partenariat avec l'industriel John Brunner dans le but de rendre le procédé Solvay commercialement viable. Il constitue alors la société Brunner Mond & Company, construisant une usine à Winnington (en) au Northwich. Mond surmonte plusieurs obstacles qui rendent le procédé difficile à industrialiser. En 1880, il le rend commercialement attractif. En l'espace de 20 ans, Brunner Mond devient le plus grand producteur de soude au monde.
En 1880, Mond prend la nationalité britannique. Alors qu'il monte son entreprise, sa famille vit à Winnington et, en 1884, il déménage à Londres. Au début des années 1890, il passe la plupart des hivers à Rome. Cette maison, le palais Zuccari, est loué dans un premier temps, puis acheté en 1904 au nom de l'amie de sa femme, Henriette Hertz, qui en fera un centre d'étude de l'histoire de l'art : Bibliotheca Hertziana.
Mond a cherché de nouveaux procédés chimiques industriels. Il a découvert le nickel carbonyle, un nouveau composé, qui se décompose facilement pour former du nickel pur à partir du minerai grâce au procédé Mond. Il a fondé la Mond Nickel Company (en) pour exploiter ce procédé. Les minerais de nickel en provenance des mines canadiennes étaient enrichis avant d'être expédiés aux usines de la Mond Nickel Company à Clydach, Swansea, Pays de Galles où ils étaient purifiés.
Il meurt à Londres dans sa maison, The Poplars, Avenue Road, près de Regent's Park. Même s'il n'a jamais pratiqué de rituels religieux, il est enterré selon les rites funéraires juifs au St. Pancras and Islington Cemetery (en) où ses fils ont fait ériger un mausolée. Au moment de son décès, son avoir immobilier est estimé à 1 million de livres sterling.